# 545560 Fersman
545560 Fersman este o planetă minoră (asteroid) din centura de asteroizi. A fost descoperită pe 27 august 2011 la  de . 
Obiectul prezintă o orbită caracterizată de o semiaxă mare de 2,190108162722 UAi, o excentricitate de 0,17754731525963, o înclinație de 6,2926161828638 ° în raport cu ecliptica.